# Mietek Pemper
Mieczysław "Mietek" Pemper (24 de março de 1920 – 7 de junho de 2011) foi um judeu nascido na Polónia e um sobrevivente do Holocausto. Pemper ajudou a compilar e a dactilografar a Lista de Schindler, que salvou 1200 pessoas de serem mortas no Holocausto durante a Segunda Guerra Mundial.